# San Saturnino (titre cardinalice)
Le titre cardinalice de San Saturnino (Saint-Saturnin) est érigé par le pape Jean-Paul II en 2003. Il est associé à l'église San Saturnino, à Rome

## Titulaires
- Rodolfo Quezada Toruño (2003-2012)
- John Onaiyekan (2012-)

### Sources
- (it) Cet article est partiellement ou en totalité issu de l’article de Wikipédia en italien intitulé « San Saturnino (titolo cardinalizio) » (voir la liste des auteurs).